# Kinga Ociepka
Kinga Ociepka-Grzegulska est une grimpeuse polonaise, née en 1986, faisant partie des quelques femmes  à avoir gravi une voie de difficulté 9a et la première polonaise à le faire. 
Avant la décote de la voie Géminis en 8b+, elle était la plus jeune femme à avoir réalisé une voie de cotation 8c.

## Biographie
Kinga Ociepka a débuté très jeune. À la suite de ses deux titres de championne du monde cadette. elle remporta une médaille d'argent et une de bronze à la coupe d'Europe junior.

## Ses bellescroixen falaise
Elle compte à son palmarès une voie en 9a et trois voies de cotation 8c.
| Date       | Voie                 | Site                  | Roche      | Pays     | France | États-Unis | UIAA | Pologne | Note          |
| ---------- | -------------------- | --------------------- | ---------- | -------- | ------ | ---------- | ---- | ------- | ------------- |
| 28/09/2016 | Sprawa Honoru        | Jaskinia Mamutowa     | Calcaire   | Pologne  | 9a     | 5.14d      | XI+  | VI.8    |               |
|            | Silence vertical     | Troubat               | Calcaire   | France   | 8c     | 5.14b      | X+   | VI.7    |               |
|            | Strevolod            | Osp, Misja Pec        | Calcaire ? | Slovénie | 8c     | 5.14b      | X+   | VI.7    | [ Vidéo 1 ]   |
|            | Nie dla psa kielbasa |                       | Calcaire ? | Slovénie | 8c     | 5.14b      | X+   | VI.7    | [ Vidéo 2 ]   |
| xx/09/2006 | Geminis              | Rodellar              | Calcaire   | Espagne  | 8b+    | 5.14a      | X    | VI.6+   | [ article 2 ] |
| xx/06/2010 | Proba Turinga        | Bedkowska ?, Cracovie | Calcaire ? | Pologne  | 8b+    | 5.14a      | X    | VI.6+   | [ article 3 ] |
|            | Total Brutal         | Zillertal             | Calcaire ? | Pologne  | 8b+    | 5.14a      | X    | VI.6+   | [ Vidéo 3 ]   |
|            | Missing drink        | Osp, Misja Pec        | Calcaire ? | Slovénie | 8b+    | 5.14a      | X    | VI.6+   | [ Vidéo 4 ]   |

## Compétitions

### Championnat du monde
| Date       | Final | Année | Catégorie | Organisateur | Pays           | Lieu        | Note        |
| ---------- | ----- | ----- | --------- | ------------ | -------------- | ----------- | ----------- |
| 21/06/2001 | 1     | 2001  | Cadette   | UIAA         | Imst           | Autriche    |             |
| 01/09/2000 | 1     | 2000  | Cadette   | UIAA         | Amsterdam      | Pays-Bas    |             |
| 25/08/2005 | 4     | 2005  | Junior    | UIAA         | Pékin          | Chine       |             |
| 19/09/2003 | 5     | 2003  | Junior    | UIAA         | Veliko Tarnovo | Bulgarie    |             |
| 10/09/2004 | 6     | 2004  | Junior    | UIAA         | Édimbourg      | Royaume-Uni | [ Vidéo 6 ] |
| 28/09/2002 | 26    | 2002  | Junior    | UIAA         | Canteleu       | France      |             |
| 01/07/2005 | 41    | 2005  | Sénior    | UIAA         | Munich         | Allemagne   |             |
| 16/07/2010 | 24    | 2010  | Sénior    | IFSC         | Arco           | Italie      |             |

### Championnat d'Europe
| Date       | Final | Année | Organisateur | Pays             | Lieu     |
| ---------- | ----- | ----- | ------------ | ---------------- | -------- |
| 15/10/2008 | 12    | 2008  | IFSC         | Paris            | France   |
| 29/06/2006 | 15    | 2006  | UIAA         | Ekaterinbourg    | Russie   |
| 21/06/2004 | 19    | 2004  | UIAA         | Lecco            | Italie   |
| 21/06/2004 | 24    | 2004  | UIAA         | Lecco            | Italie   |
| 14/09/2010 | 33    | 2010  | IFSC         | Imst / Innsbruck | Autriche |

### Coupe du monde de difficulté
| Date       | Étape | Final | Année | Organisateur | Pays              | Lieu      |
| ---------- | ----- | ----- | ----- | ------------ | ----------------- | --------- |
| 02/11/2007 | 10    | 16    | 2007  | IFSC         | Valence           | France    |
| 12/09/2008 | 11    | 20    | 2008  | IFSC         | Berne             | Suisse    |
| 15/11/2008 | 12    | 20    | 2008  | IFSC         | Kranj             | Slovénie  |
| 12/07/2005 | 13    | 32    | 2005  | UIAA         | Chamonix          | France    |
| 28/09/2007 | 13    | 16    | 2007  | IFSC         | Puurs             | Belgique  |
| 17/11/2007 | 14    | 16    | 2007  | IFSC         | Kranj             | Slovénie  |
| 13/11/2010 | 14    | 34    | 2010  | IFSC         | Kranj             | Slovénie  |
| 12/07/2006 | 15    | 21    | 2006  | UIAA         | Chamonix          | France    |
| 11/05/2007 | 16    | 16    | 2007  | IFSC         | Imst              | Autriche  |
| 08/08/2009 | 17    | 25    | 2009  | IFSC         | Barcelone         | Espagne   |
| 18/06/2004 | 19    | 31    | 2004  | UIAA         | Fiera di Primiero | Italie    |
| 19/09/2008 | 19    | 20    | 2008  | IFSC         | Imst              | Autriche  |
| 28/04/2006 | 21    | 21    | 2006  | UIAA         | Puurs             | Belgique  |
| 24/09/2010 | 21    | 34    | 2010  | IFSC         | Puurs             | Belgique  |
| 19/05/2006 | 26    | 21    | 2006  | UIAA         | Dresde            | Allemagne |
| 12/07/2010 | 31    | 34    | 2010  |              | Chamonix          | France    |
| 12/07/2008 | 35    | 20    | 2008  | IFSC         | Chamonix          | France    |

### Coupe d'Europe
| Date       | Étape | Final | Année | Catégorie | Pays  | Lieu     |
| ---------- | ----- | ----- | ----- | --------- | ----- | -------- |
| 22/11/2003 | 1     | 3     | 2003  | Junior    | Kranj | Slovénie |
| 15/06/2002 | 2     | 7     | 2002  | Junior    | Imst  | Autriche |
| 15/05/2004 | 2     | 2     | 2004  | Junior    | Imst  | Autriche |
| 31/05/2003 | 3     | 3     | 2003  | Junior    | Arco  | Italie   |
| 16/06/2001 | 4     | 15    | 2001  | Cadette   | Imst  | Autriche |
| 30/06/2001 | 4     | 15    | 2001  | Cadette   | Arco  | Italie   |
| 17/05/2003 | 5     | 3     | 2003  | Junior    | Imst  | Autriche |
| 03/06/2000 | 6     | 15    | 2000  | Cadette   | Imst  | Autriche |
| 22/06/2002 | 6     | 7     | 2002  | Junior    | Arco  | Italie   |